# Oedothorax angelus
Oedothorax angelus – gatunek pająka z rodziny osnuwikowatych.
Gatunek ten opisany został w 1998 roku przez Andrieja Tanasiewicza na podstawie samców odłowionych w 1988 roku.
Pająk o ciele długości około 2 mm. U samca karapaks ma 0,95 mm długości, 0,75 mm szerokości i dwie duże oraz dwie małe szczecinki pośrodku obszaru ocznego. Odnóża są jasnobrązowe, wyposażone w trichobotria na każdym nadstopiu. Opistosoma ma u samca 1,5 mm długości i 0,68 mm szerokości. Charakterystyczne cechy gatunku obejmują kształt wyniosłości na karapaksie samca oraz budowę jego narządów kopulacyjnych.
Gatunek himalajski, znany tylko z Nepalu, z dystryktu Panchthar. Spotykany w lasach mieszanych na wysokościach 2300–2700 m n.p.m..